# Saint-Léonard (Vosges)
Saint-Léonard település Franciaországban, Vosges megyében. Lakosainak száma 1379 fő (2022. január 1.). Saint-Léonard Saulcy-sur-Meurthe, Anould, Entre-deux-Eaux, Fraize, La Houssière, Mandray és Taintrux községekkel határos.

## Népesség
A település népessége az elmúlt években az alábbi módon változott:
| Lakosok száma | 1357 | 1355 | 1377 | 1355 | 1351 | 1351 | 1359 | 1369 | 1379 |
|               | 2013 | 2015 | 2016 | 2017 | 2018 | 2019 | 2020 | 2021 | 2022 |